# Élections générales britanniques de 1923
Les élections générales britanniques de 1923 se sont déroulées le 6 décembre. Bien que le Parti conservateur de Stanley Baldwin emporte le plus de sièges, le Parti travailliste de Ramsay MacDonald et le Parti libéral de Herbert Henry Asquith possèdent la majorité à eux deux. MacDonald devient dès lors le premier Premier ministre travailliste, un poste qu'il n’occupera que dix mois jusqu'aux élections suivantes, en octobre 1924.

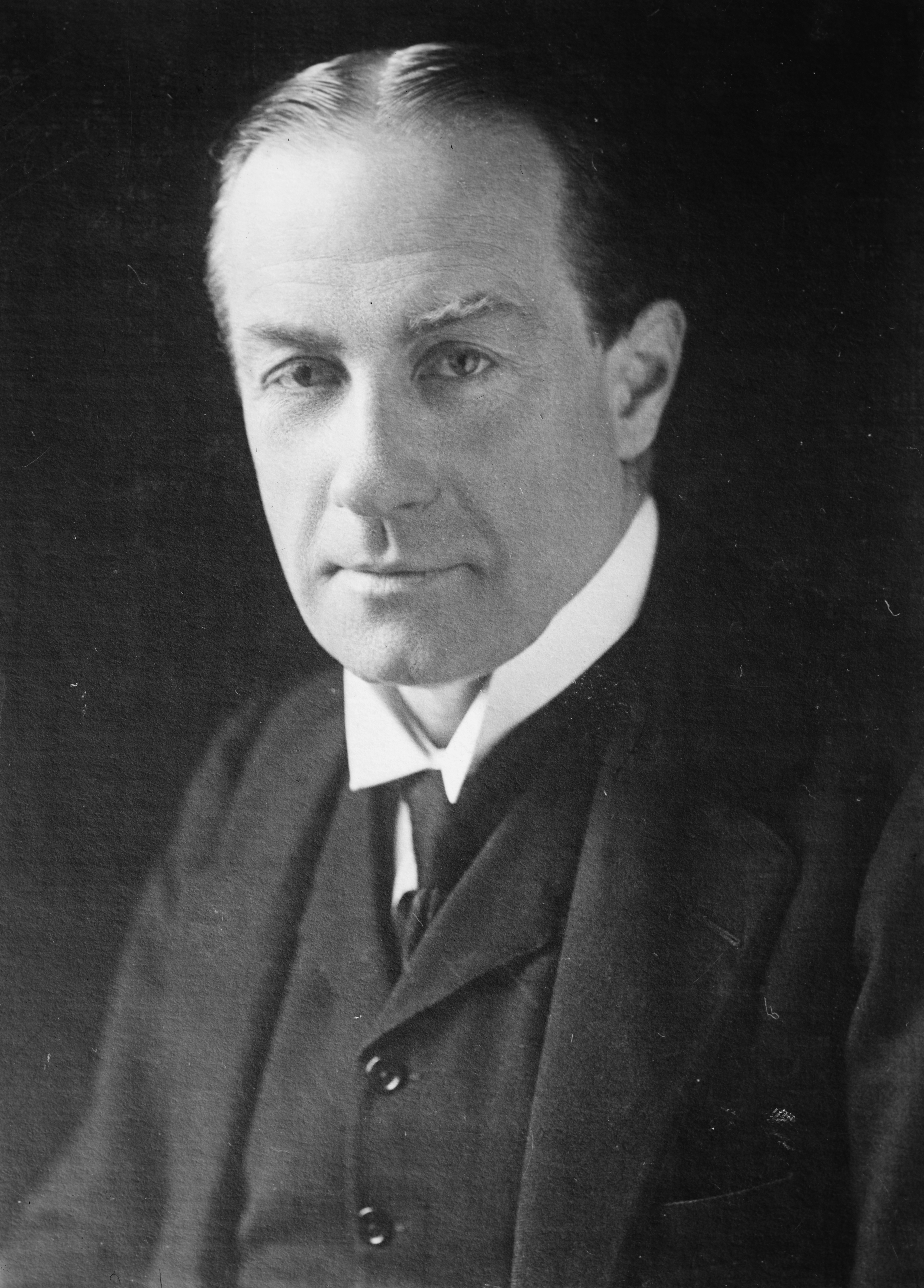
Stanley Baldwin (Parti conservateur)
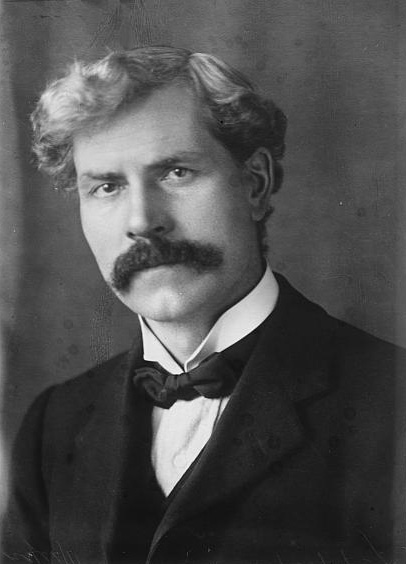
Ramsay MacDonald (Parti travailliste)
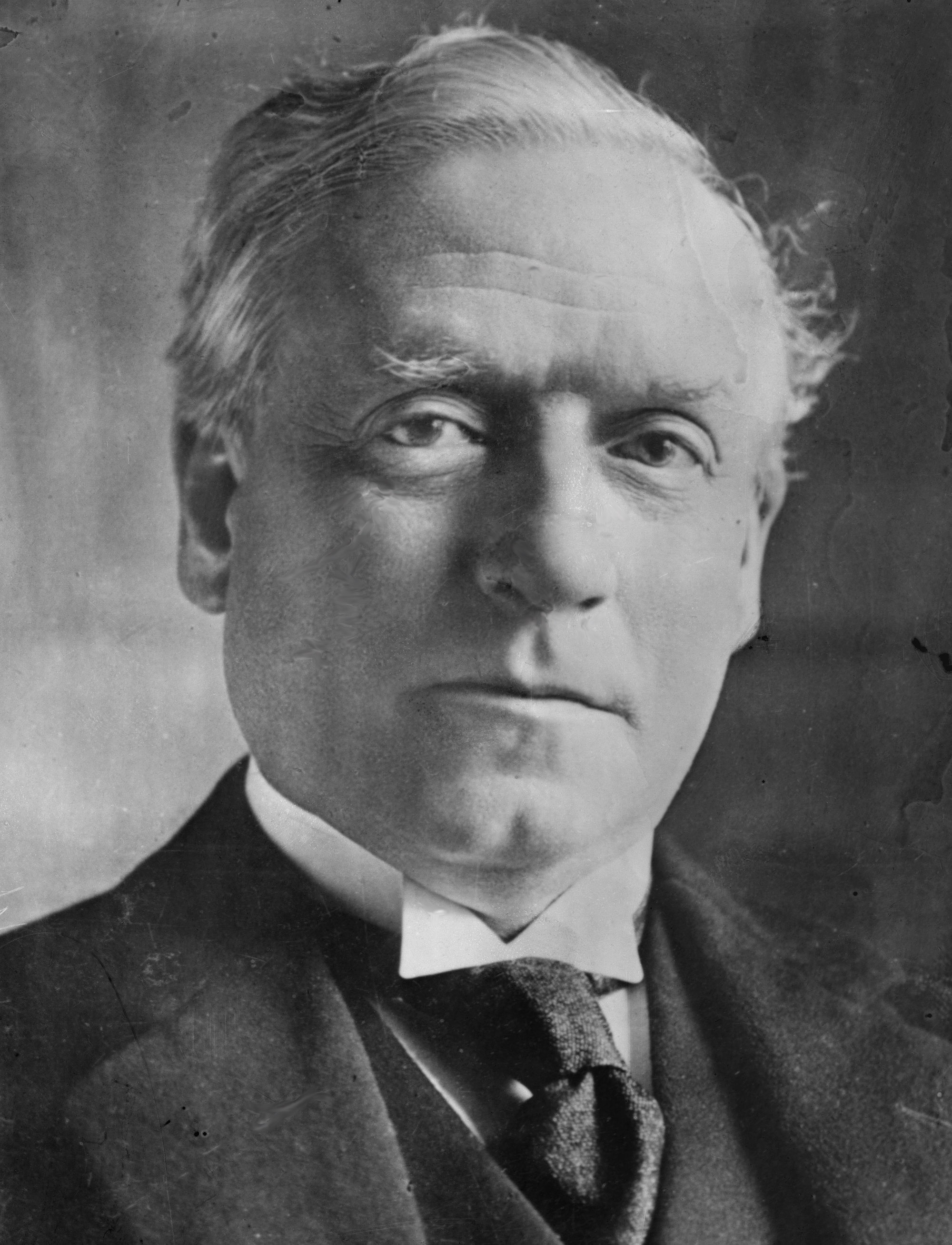
Herbert Henry Asquith (Parti libéral)

## Résultats
| Parti | Parti                              | Candidats | Candidats | Candidats | Candidats | Votes      | Votes | Votes |
| Parti | Parti                              | Présentés | Élus      | +/-       | %         | Nombre     | %     | +/-   |
| ----- | ---------------------------------- | --------- | --------- | --------- | --------- | ---------- | ----- | ----- |
|       | Parti conservateur                 | 536       | 258       | -86       | 41,95     | 5 286 159  | 38,0  | -0,5  |
|       | Parti travailliste                 | 427       | 191       | +49       | 31,06     | 4 267 831  | 30,7  | +1,0  |
|       | Parti libéral                      | 457       | 158       | +43       | 25,69     | 4 129 922  | 29,7  | +0,9  |
|       | Parti nationaliste (en)            | 4         | 3         | 0         | 0,5       | 54 157     | 0,3   | N/A   |
|       | Indépendants                       | 6         | 2         | -1        | 0,3       | 36 802     | 0,3   | -0,5  |
|       | Parti communiste                   | 4         | 0         | -1        | /         | 34 258     | 0,2   | 0,0   |
|       | Parti travailliste de Belfast (en) | 1         | 0         | 0         | /         | 22 255     | 0,2   | N/A   |
|       | Travaillistes indépendants         | 4         | 0         | -1        | /         | 17 331     | 0,2   | 0,0   |
|       | Libéraux indépendants              | 3         | 1         | 0         | 0,1       | 16 184     | 0,1   | 0,0   |
|       | Constitutionnaliste                | 1         | 0         | -1        | /         | 15 500     | 0,1   | 0,0   |
|       | Conservateur indépendant           | 1         | 0         | -3        | /         | 15 171     | 0,1   | -0,8  |
|       | Scottish Prohibition Party (en)    | 1         | 1         | 0         | 0,1       | 12 877     | 0,1   | 0,0   |
|       | Pacifiste chrétien                 | 1         | 1         | /         | 0,1       | 570        | 0,0   | N/A   |
| Total | Total                              | 1 446     | 615       | /         | 100       | 13 909 017 | 100   | /     |